# Complot terrorista de Viena de 2024
En agosto de 2024, se descubrió y neutralizó un complot terrorista asistido por el Estado Islámico, un grupo militante yihadista, que tenía como objetivo un concierto de la cantautora estadounidense Taylor Swift en el Ernst-Happel-Stadion de Viena, la capital de Austria. Tres hombres de 17, 18 y 19 años fueron arrestados por su participación en el plan, que buscaba asesinar en masa a los asistentes al concierto, así como a personas en las cercanías del estadio.
Swift tenía programados tres conciertos de la gira The Eras Tour, su sexta gira mundial, del 8 al 10 de agosto de 2024 en el Ernst-Happel-Stadion, lo que habría sido su primera presentación en Austria. Las entradas salieron a la venta en julio de 2023, y las tres fechas se agotaron en las primeras horas, marcando la venta de boletos más rápida y grande en la historia de Austria; se esperaba que más de 200 000 personas asistieran a los espectáculos en las instalaciones del estadio. La policía detuvo al primer sospechoso un día antes del primer concierto y afirmó que los eventos continuarían según lo planeado, con mayores medidas de seguridad. Sin embargo, tras el arresto del segundo sospechoso y la confirmación por parte del gobierno de Austria de un extenso plan terrorista, Barracuda Music, la empresa asociada a Swift, canceló los conciertos indefinidamente, una decisión apoyada por el canciller austriaco Karl Nehammer.
Las autoridades indicaron que los sospechosos, todos adolescentes, se habían radicalizado en línea y fueron encontrados en posesión de productos químicos explosivos, armas blancas, dispositivos relacionados con Al-Qaeda, dinero falso y un coche equipado con una sirena policial para llevar a cabo un ataque suicida en el concierto. La Policía Federal de Austria, EKO Cobra, los Servicios de Inteligencia de Estados Unidos y Europol colaboraron para frustrar el complot. Nehammer propuso otorgar más poderes a las agencias de seguridad austriacas para descifrar comunicaciones digitales privadas bajo supervisión judicial, como parte de los esfuerzos para combatir el crimen organizado.

## Antecedentes
Viena es la capital y la ciudad más poblada de Austria. Además, es la quinta ciudad más grande de la Unión Europea en términos de población. Como parte del terrorismo islámico en Europa, Viena sufrió su primer ataque terrorista el 2 de noviembre de 2020.
La cantautora estadounidense Taylor Swift emprendió su sexta gira de conciertos, The Eras Tour, que comenzó el 17 de marzo de 2023 en Glendale, Arizona, Estados Unidos, y está programada para concluir el 8 de diciembre de 2024 en Vancouver, Canadá, con más de 100 espectáculos en cuatro continentes. En sus primeros 60 conciertos, la gira se convirtió rápidamente en la más lucrativa de la historia, superando los mil millones de dólares en ingresos, un hito sin precedentes. La gira ha tenido un impacto cultural y económico documentado a nivel mundial, siendo objeto de una extensa cobertura mediática y análisis.

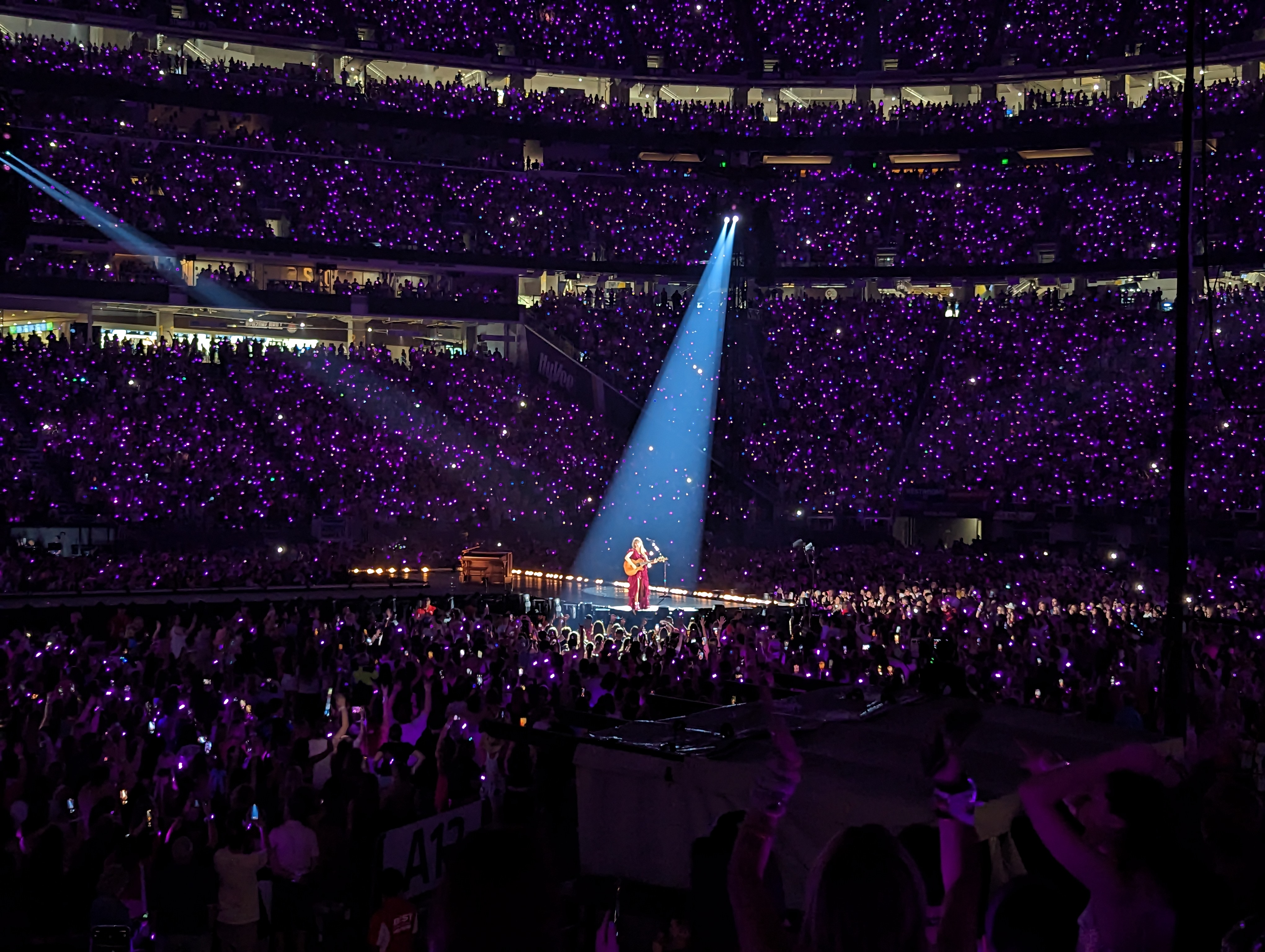
La gira The Eras Tour de Taylor Swift es una gira de estadios, a la que asisten al menos 60 000 personas en cada fecha.

Swift anunció la etapa europea de la gira el 20 de junio de 2023, incluyendo un concierto en el Ernst-Happel-Stadion de Viena, lo que habría sido su primera presentación en el país. Ante la gran demanda, se añadieron ocho espectáculos más a esa etapa, lo que otorgó a Viena una segunda fecha. Posteriormente, debido a la persistente demanda, se añadieron 14 espectáculos más en Europa continental, incluyendo una tercera presentación consecutiva en Viena.

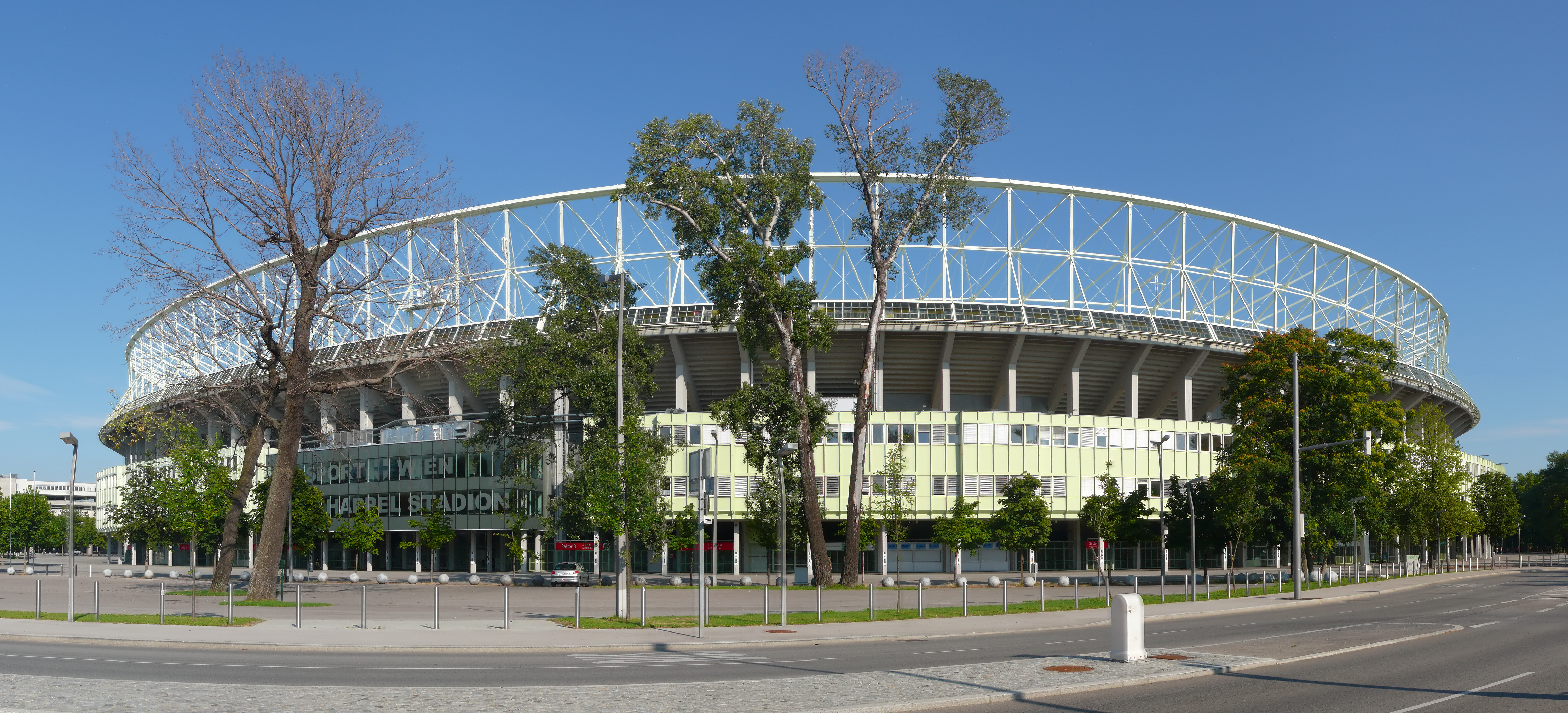
El Ernst-Happel-Stadion, escenario de los conciertos de la gira The Eras Tour de Swift en Viena que los autores habían planeado atacar.

Las 170 000 entradas para los tres conciertos en Viena se agotaron en pocas horas, marcando la venta de boletos más grande y rápida en la historia de Austria. Viena experimentó un notable impacto en su mercado de alquileres, con un aumento del 44 % en las reservas para las noches de los conciertos en comparación con el mismo periodo del año anterior. Para finales de marzo de 2024, el número de noches reservadas en la ciudad durante la segunda semana de agosto, cuando se realizarían los conciertos, había aumentado un 430 % en comparación con 2023.

## Sospechosos
El 7 de agosto de 2024, los medios de comunicación informaron que la policía federal austriaca detuvo a un ciudadano austriaco de 19 años, de ascendencia macedonia, por presuntamente planear un ataque terrorista durante los conciertos de Taylor Swift en Viena. Su nombre, según The Guardian, es Beran A. (Aliji, Aliyi), aunque no se habían divulgado nombres oficialmente, en línea con las normas de privacidad austriacas. El sospechoso ya era conocido por las autoridades como un posible terrorista y fue arrestado tras una gran operación policial en Ternitz, Baja Austria, donde se encuentra su residencia, con más de 100 residentes evacuados temporalmente. El equipo de la operación informó a los civiles que había una fuga de gas. El director general de seguridad pública austriaco, Franz Ruf, indicó que un equipo de desactivación de bombas encontró sustancias químicas y dispositivos técnicos en la vivienda, los cuales fueron enviados para su examen forense. Sin embargo, Ruf aseguró que los conciertos se llevarían a cabo según lo previsto, con medidas de seguridad adicionales para contrarrestar posibles amenazas, ya que se espera la asistencia de más de 65 000 fanáticos cada día y 20 000 más fuera del recinto. Los padres del sospechoso no se encontraban en casa durante el operativo.
Un segundo sospechoso, un ciudadano austriaco de 17 años de ascendencia turca y croata, que estaba en contacto con el joven de 19 años, fue arrestado también el 7 de agosto por la tarde. EKO Cobra, la unidad táctica federal de Austria, asistió en los arrestos. La policía informó que los sospechosos se radicalizaron en Internet y habían jurado lealtad al Estado Islámico (EI), un grupo yihadista islámico, en julio de 2024. Viena era un objetivo de su ataque planificado, con un «enfoque particular» en los conciertos de Swift. El segundo sospechoso había sido contratado por una empresa de seguridad que proporcionaba servicios durante los conciertos en el estadio.
Un ciudadano turco de 15 años, que había sido consultado por el principal sospechoso sobre mecanismos de ignición y que fue encontrado cerca del estadio, fue puesto bajo custodia policial para un interrogatorio intensivo, pero no fue arrestado; desde entonces ha sido liberado y se le tratará como testigo, mientras que los dos primeros sospechosos han sido trasladados a una prisión en Wiener Neustadt, Baja Austria, en prisión preventiva con un fiscal asignado para cada uno. La policía declaró que el joven de 15 años no formaba parte del complot, pero conocía muchos de sus detalles, ayudando a corroborar «algunos elementos clave de la confesión del principal sospechoso».
A pesar de que las autoridades indicaron que no estaban buscando más sospechosos, Gerhard Karner, el ministro del Interior de Austria, declaró el 9 de agosto que se había detenido a un tercer sospechoso, un ciudadano iraquí de 18 años. Según Kronen Zeitung, el tercer sospechoso residía en Austria como refugiado. Karner también anunció que había iniciado el proceso para revocar el permiso de residencia del joven bajo una disposición especial «diseñada para tratar con refugiados o inmigrantes peligrosos», ya que también había jurado lealtad al EI.

## Investigación
Los artículos encontrados en la residencia del primer sospechoso, de 19 años, resultaron ser precursores de explosivos, municiones en blanco, temporizadores, machetes, esteroides y 21 000 euros en dinero falso, así como artículos y propaganda relacionados con Al-Qaeda que indicaban «actos preparatorios concretos» en «etapas avanzadas». La policía también declaró que el sospechoso «había fabricado con éxito bombas utilizando instrucciones encontradas en línea». En una investigación más detallada, se determinó que el primer sospechoso «planeaba ejecutar un ataque suicida mortal durante el concierto», con el objetivo de matar a un gran número de personas. Además, había «cambiado drásticamente» su apariencia física desde julio. Uno de los vecinos del sospechoso le dijo a Puls 4 que él principalmente «se mantenía en su propia compañía» y que había dejado crecer recientemente una barba «talibán». Christian Samwald, alcalde de Ternitz, comentó que «hubo shock y consternación en Ternitz por la noticia, ya que no había habido indicios previos de que el joven albergara inclinaciones radicales».
Según funcionarios de Estados Unidos, la inteligencia estadounidense descubrió la amenaza a los conciertos de Swift en Viena cuando el joven de 19 años subió una «juramentación de lealtad» al Estado Islámico en la aplicación de mensajería Telegram a principios de julio, mientras participaba en grupos de Telegram del IS-K. La inteligencia estadounidense luego pasó la información a Europol y a la policía austriaca, advirtiendo sobre los planes de los sospechosos para un ataque terrorista. Las autoridades austriacas entonces planearon la operación policial en Ternitz. Los investigadores estadounidenses indicaron que el complot fue asistido pero no operado directamente por el IS, y que las fuerzas del orden austriacas estaban buscando a una persona o personas adicionales que pudieran tener conocimiento de los planes. La policía posteriormente declaró que «la pareja tenía planes aspiracionales para atacar los principales sitios de eventos de Viena y específicamente se había enfocado en los conciertos de Swift de este fin de semana», y planeaban usar explosivos y cuchillos para llevar a cabo el ataque. El Ministerio del Interior de Macedonia del Norte confirmó que recibió una solicitud de los investigadores austriacos para investigar el historial del joven de 19 años.
El 8 de agosto, se informó que el joven de 19 años, considerado el «sospechoso principal», confesó completamente los planes de ataque durante un interrogatorio policial, según Omar Haijawi-Pirchner, jefe de la Dirección de Seguridad del Estado e Inteligencia de Austria. La mayoría de los planes y preparativos se hicieron en la casa del sospechoso principal. Haijawi-Pirchner indicó que el joven de 19 años había renunciado a su trabajo en una fábrica de acero, también en Ternitz, diciendo a sus colegas que «todavía tenía grandes planes» y confesó que había buscado matar «al mayor número de personas posible» al conducir un coche contra la multitud antes de usar cuchillos, machetes y dispositivos explosivos caseros. Kurier informó que había robado productos químicos de la fábrica para construir las bombas. Su cómplice, el joven de 17 años, también había terminado con su novia la semana anterior, lo que los investigadores creen que fue parte de la preparación para el ataque. Según un informe de la Agencia de Prensa de Austria del 11 de agosto, el joven de 19 años luego negó su participación en el complot y afirmó que no es partidario del IS; su abogada argumentó que su cliente simplemente quería ser «cool», quería usar explosivos «en un bosque pero nunca tenía la intención de matar a personas» y «ordenó [cuchillos y otras armas] en Amazon porque le gustaban».
A partir del 10 de agosto, la investigación continúa examinando las «redes» de los sospechosos. El Ministerio del Interior afirmó en un comunicado que los investigadores se han dedicado a «evaluar pruebas físicas y electrónicas» y que interrogarán a más personas y buscarán en más ubicaciones. El 11 de agosto, Karl Nehammer, el canciller de Austria desde 2021, afirmó que se habían identificado «más seguidores del ISIS».

## Impacto y reacción

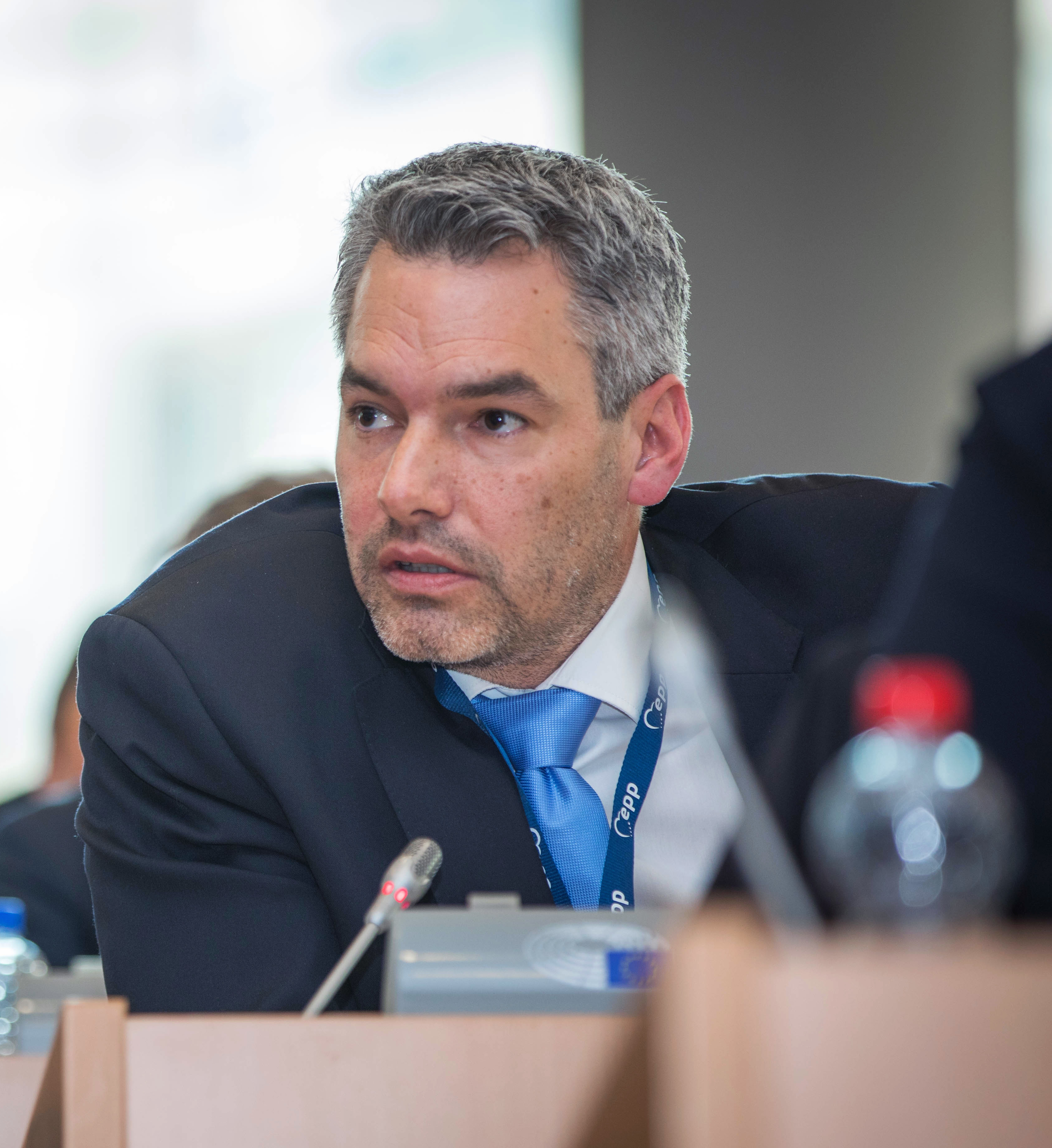
El canciller austriaco Karl Nehammer consideró el complot una tragedia evitada, ya que los autores querían dejar un «rastro de sangre» en Viena. Afirmó que «la amenaza del terrorismo islámico en Europa va en aumento».

Tras el arresto del segundo sospechoso, Barracuda Music, el organizador de los conciertos de Swift en Viena, anunció que los tres espectáculos serían cancelados con el reembolso de las entradas, luego de recibir la confirmación del gobierno de Austria sobre el elaborado plan terrorista. El organizador afirmó: «No tenemos otra opción que cancelar los tres conciertos programados por la seguridad de todos», con todas las entradas «automáticamente reembolsadas» en un plazo de 10 días. En una conferencia de prensa posterior, señaló que la gestión de Taylor Swift desempeñó un papel importante en la decisión, y que un momento clave fue cuando se les informó que el sospechoso de 17 años habría trabajado en el estadio antes y durante los conciertos. Esta fue la primera vez que Swift canceló un concierto desde 2014, cuando su presentación en Bangkok se suspendió debido al golpe militar en Tailandia.
Nehammer, jefe de gobierno de Austria, emitió un comunicado: «La cancelación de los conciertos de Taylor Swift por parte de los organizadores es una gran decepción para todos los fanáticos en Austria. La situación en torno al aparente ataque terrorista planeado en Viena fue muy seria. Gracias a la intensa cooperación de nuestra policía y el recién establecido DSN con servicios extranjeros, se reconoció la amenaza a tiempo, se combatió y se evitó una tragedia. Muchas gracias a los servicios de emergencia que están investigando a toda velocidad». También elogió a Swift y a su equipo por actuar «responsablemente» al acordar la cancelación de los conciertos y defendió la decisión al destacar que «las detenciones se realizaron demasiado cerca de las fechas programadas para que los conciertos pudieran llevarse a cabo». En una rueda de prensa distinta, Nehammer afirmó que «el ataque fue frustrado con la ayuda de inteligencia internacional, ya que las leyes austriacas no permiten la censura de aplicaciones de mensajería».
Familiares cercanos del principal sospechoso, residentes en Gostivar, Macedonia del Norte, opinaron que «parece que alguien lo ha manipulado porque no somos una familia así».
El portavoz de seguridad nacional de la Casa Blanca, John Kirby, habló con periodistas el 10 de agosto sobre el papel de Estados Unidos en proporcionar inteligencia a Austria: «Estados Unidos mantiene un enfoque constante en nuestra misión de contraterrorismo. Trabajamos en estrecha colaboración con socios de todo el mundo para monitorear y desbaratar amenazas. Como parte de ese trabajo, Estados Unidos compartió información con los socios austriacos para permitir la interrupción de una amenaza en los conciertos de Taylor Swift en Viena». Victoria Reggie Kennedy, embajadora de EE. UU. en Austria, expresó su solidaridad con los seguidores de Swift en una publicación en Twitter.
Bence Rétvári, secretario de Estado del Ministerio del Interior de Hungría, culpó a los políticos proinmigración y opinó que incidentes como este complot y el apuñalamiento en Southport constituyen una «advertencia grave» para Europa. Agregó que la migración ha comprometido la seguridad en el continente y exigió medidas a la Comisión Europea. Algunos periodistas estadounidenses opinaron que EE. UU. necesita una política antiterrorista más sólida y consideraron que el complot y otros ataques contemporáneos son resultado directo de la decisión del presidente Joe Biden de retirar las tropas estadounidenses de Afganistán y otras áreas sensibles.

### Fanáticos

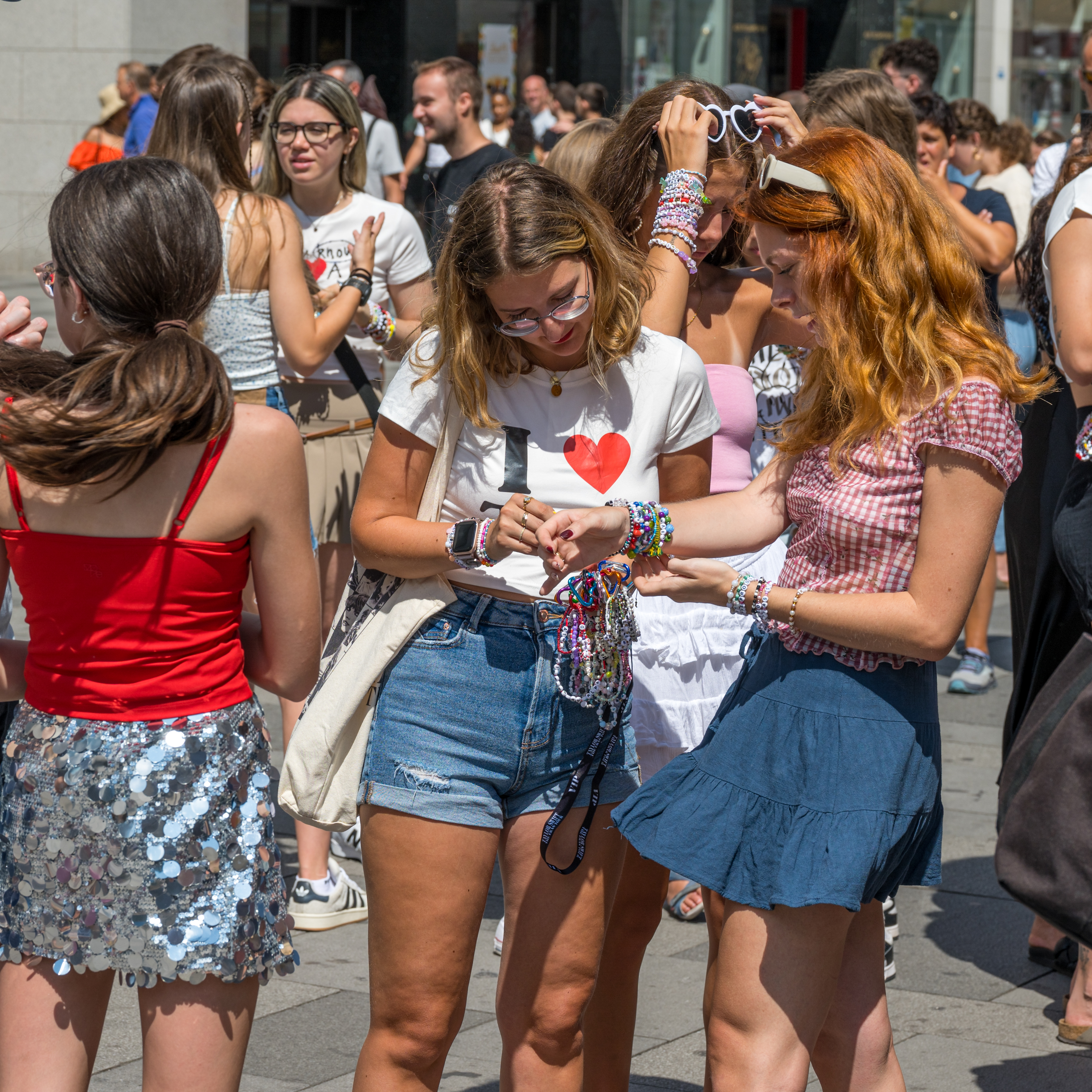
Los aficionados reunidos por los espectáculos cancelados intercambian pulseras de la amistad en las calles de Viena.

Los medios informaron que la noticia de la cancelación de los conciertos en Viena «devastó» a los fanáticos de Swift, ya que muchos de ellos «habían gastado miles de euros en viajes y alojamiento en la costosa capital—en muchos casos, viajando desde diferentes países para ver a Swift en vivo». Videos compartidos en redes sociales mostraron a algunos fanáticos enterándose de la cancelación a mitad de su viaje, mientras que otros ya estaban alojados en Viena.
El 8 de agosto, miles de seguidores de Swift que habían viajado a Viena para los conciertos se reunieron en plazas públicas para cantar y celebrar la música de Swift como una alternativa a los espectáculos cancelados. Organizaron espontáneamente cantos colectivos en las calles de Viena, y se les vio intercambiando «lágrimas, abrazos y pulseras de la amistad mientras formaban reuniones en toda la ciudad». Algunos fanáticos también se congregaron en iglesias de Viena. La Iglesia Luterana de la Ciudad de Viena ofreció a los seguidores un «lugar para quedarse y escuchar la música de Swift». Cientos de fanáticos se reunieron en Corneliusgasse, una calle a 5 kilómetros del Ernst-Happel-Stadion cuyo nombre recuerda a «Cornelia Street», una canción del álbum Lover de Swift, lanzado en 2019.
Con permiso de Swift y Disney+, la televisión pública austriaca ORF 1 transmitió de forma gratuita la película del concierto de la gira, Taylor Swift: The Eras Tour, a las 21:45 CET el 10 de agosto. Disney+ también ofreció una prueba gratuita de 7 días «para todos aquellos que se perdieron la emisión en Austria y Alemania» hasta el 12 de agosto.

### Economía
Los precios de las entradas para los próximos conciertos de la gira The Eras Tour en Londres se dispararon casi un 2000 por ciento, ya que los fanáticos se apresuraron a «asegurar asientos para los tan esperados conciertos» en plataformas secundarias como Viagogo, Vivid Seats, StubHub y Gigsberg. CBS 58 informó que las paradas canceladas de la gira en Viena resultaron en una pérdida económica significativa para la ciudad. Austrian Airlines, la aerolínea líder del país, señaló que había recibido numerosas consultas sobre reembolsos de parte de seguidores decepcionados que habían reservado vuelos a Viena para los ahora cancelados conciertos y que se estaba aplicando una excepción a su política habitual de reembolsos.
Múltiples negocios en Viena, incluidos restaurantes, pubs y playas, ofrecieron alivio, promociones y descuentos a los seguidores de Swift para «compensar» los conciertos cancelados. Museos de Viena, como el Albertina, la casa de Mozart, la Casa de la Música, KunstHausWien, el Museo Judío y el Museo de Artes Aplicadas, eliminaron las tarifas de entrada y otorgaron pases gratuitos a los seguidores que tenían entradas para los conciertos. Varios seguidores de Swift fueron invitados a Swarovski Kristallwelten, donde recibieron un collar gratuito de la marca con una variedad de dijes de cristal, tras mostrar sus entradas canceladas.